# Petrkov 3.díl
Petrkov 3.díl je díl vesnice Petrkov, část městyse Trhová Kamenice v okrese Chrudim. Nachází se 2 km na východ od Trhové Kamenice. V roce 2009 zde bylo evidováno 11 adres. V roce 2001 zde trvale žili tři obyvatelé
Petrkov 3.díl leží v katastrálním území Trhová Kamenice.
Další částí této rozptýlené zástavby je Petrkov 1.díl, který je však součástí obce Vysočina. Petrkov 2.díl jako samostatná část obce neexistuje.

## Další fotografie

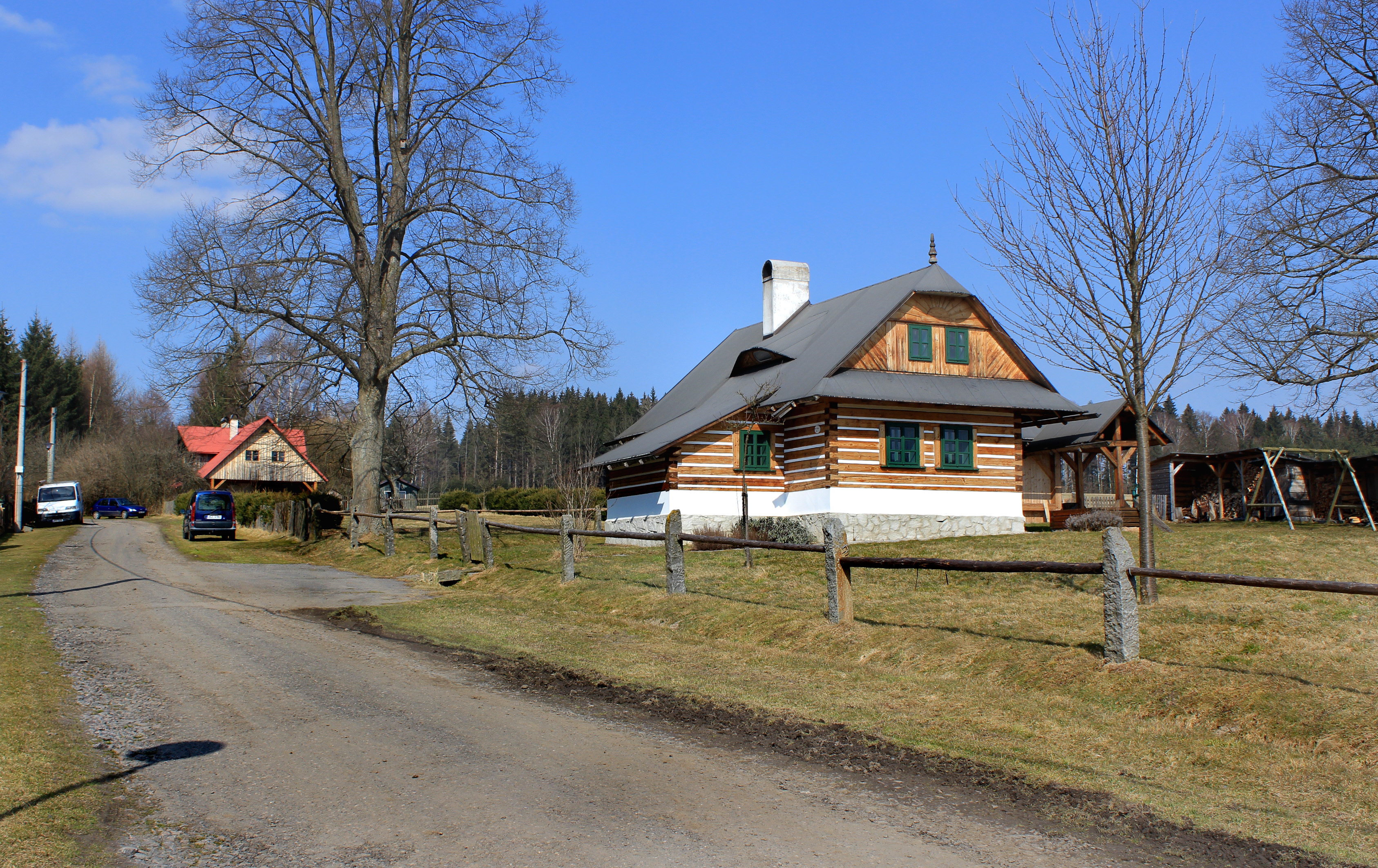
Rekonstruovaný dům čp. 1
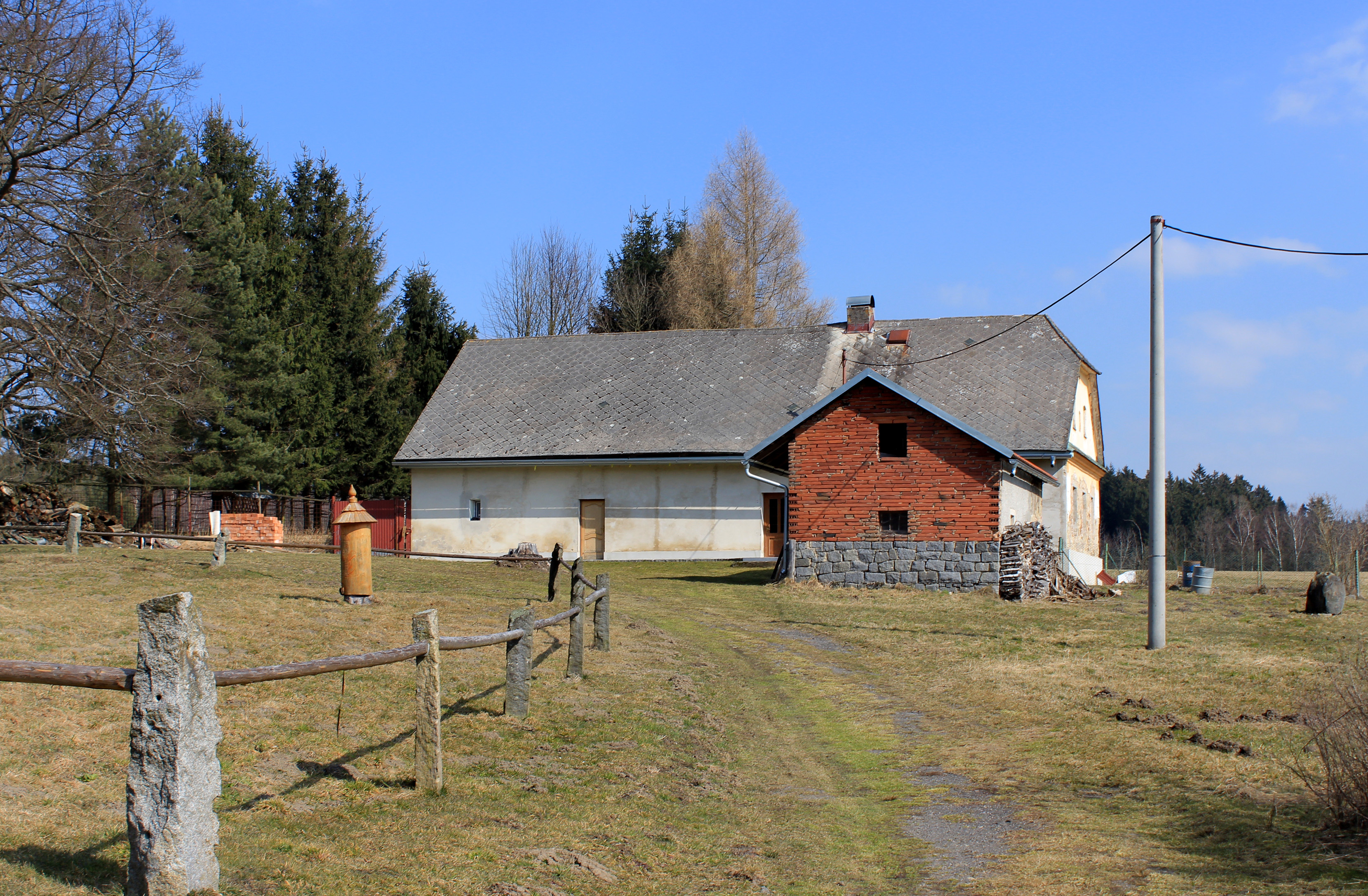
Dům čp. 7
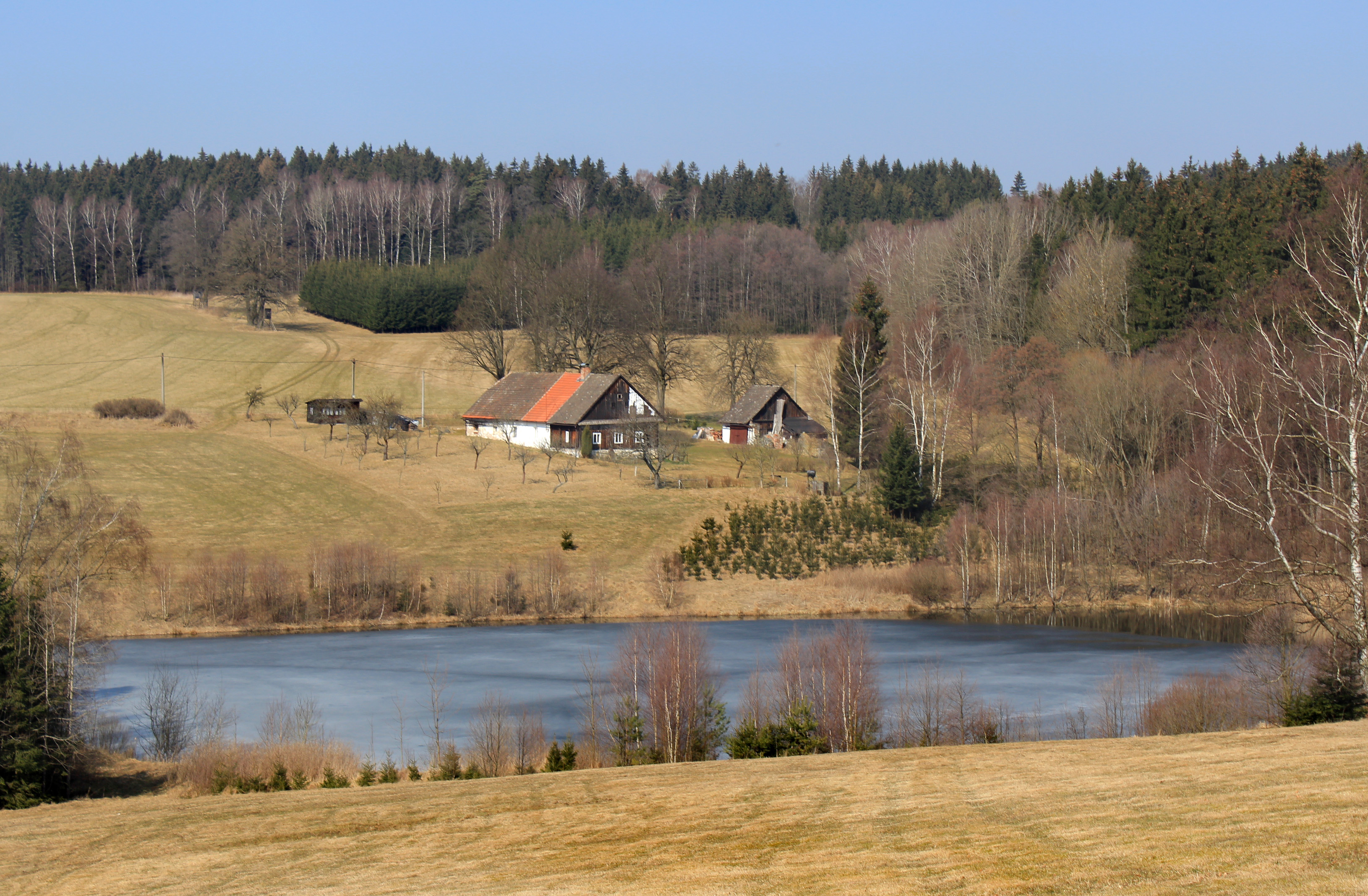
Chalupy za rybníkem